# 第50回天皇杯全日本サッカー選手権大会
第50回天皇杯全日本サッカー選手権大会（だい50かいてんのうはいぜんにっぽんサッカーせんしゅけんたいかい）は、1970年（昭和45年）12月27日から1971年（昭和46年）1月1日まで開かれた天皇杯全日本サッカー選手権大会である。

## 概要
- 本大会には8チームが参加。
- 準決勝・決勝3試合が延長にもつれ、1試合が抽選となるなど接戦・激戦が続いた大会であった。

## 出場チーム

### 日本サッカーリーグ
- 東洋工業（JSL優勝、20回目）
- 三菱重工（JSL準優勝、6回目）
- 日立本社（JSL 3位、6回目）
- ヤンマー（JSL 4位、3回目）

### 大学
- 法政大学（全国大学サッカー優勝、4回目）
- 大阪商業大学（全国大学サッカー準優勝、初出場）
- 大阪経済大学（全国大学サッカー3位、初出場）
- 福岡大学（全国大学サッカー4位、初出場）

## 試合

### 準々決勝
- ヤンマー 4-2 法政大学
- 三菱重工 4-0 大阪経済大学
- 東洋工業 4-0 福岡大学
- 日立本社 5-1 大阪商業大学

### 準決勝
- ヤンマー 2-2（延長・抽選） 三菱重工
- 東洋工業 2-1（延長） 日立本社

### 決勝戦
- ヤンマー 2-1（延長） 東洋工業